# Tegillarca granosa

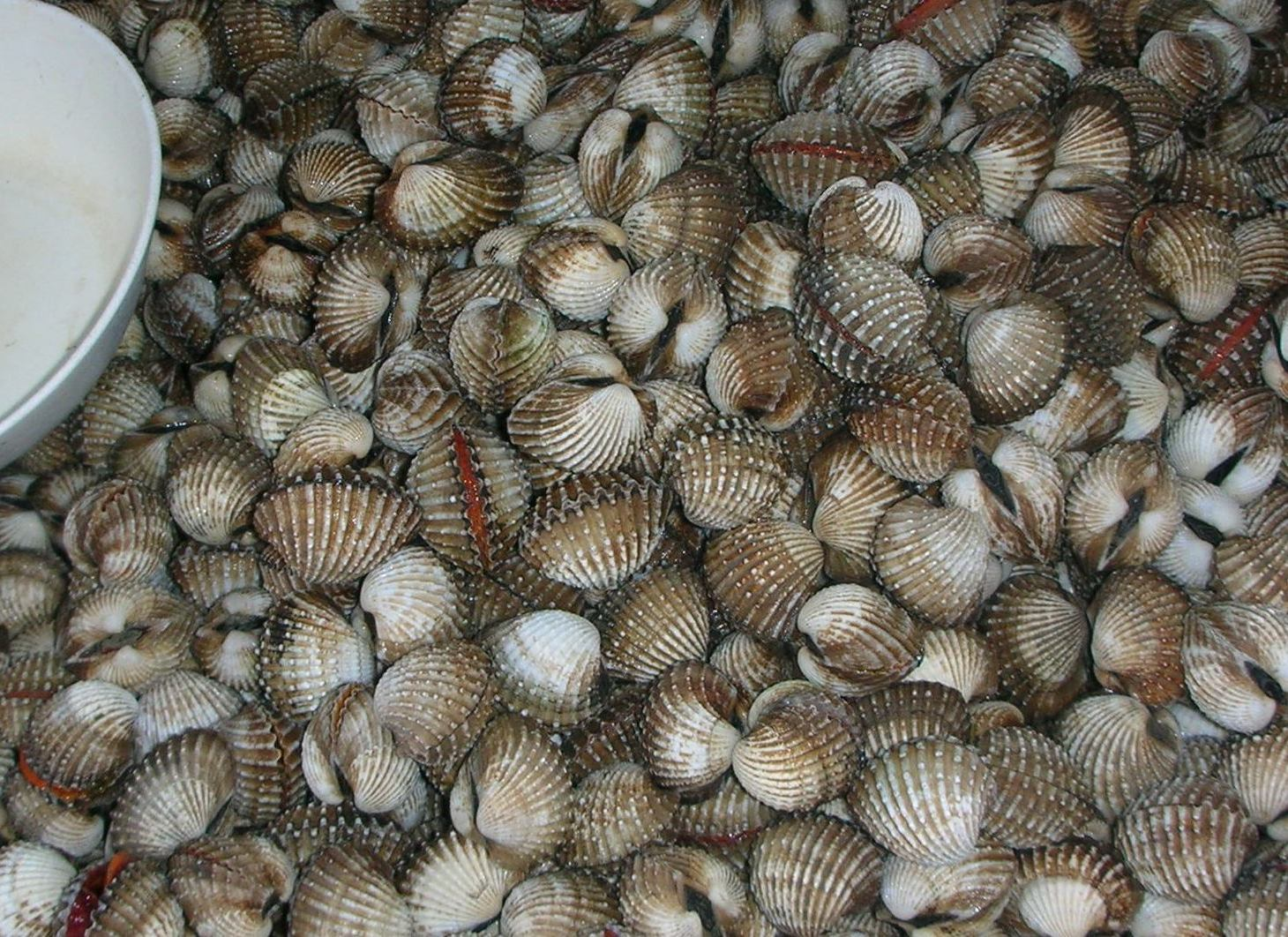
Tegillarca granosa (thaï: หอยแครง ; Hoi kraeng), Marché à Silom, Bangkok, Thaïlande

Espèce
Tegillarca granosa est une espèce de mollusques bivalves de la famille des Arcidae. On rencontre cette espèce dans la région Indo-Pacifique de la côte est de l'Afrique du Sud jusqu'au sud de l'Asie et à l'Australie, la Polynésie et le nord du Japon. Elle vit principalement dans la zone intertidale à un ou deux mètres de profondeur, enterré dans le sable ou la boue. Les adultes mesurent entre 5 et 6 cm de long et 4 à 5 cm de large. Cet animal est exploité par la mariculture en Asie, et a donc un grand intérêt économique.
Valve droite et gauche du même spécimen:

Valve droite
Valve gauche

## Risque sanitaire
Vivant dans un environnement pauvre en oxygène, Tegillarca granosa accumule dans sa chair plusieurs types de virus et de bactéries (hépatite A et E, typhus, dysenterie...) qui ne sont pas toujours détruits par la préparation traditionnelle d'usage à Shangaï (celle-ci consistant à le bouillir très brièvement).